# نائویا گوموتو
نائویا گوموتو (انگلیسی: Naoya Gomoto; ۲۵ آوریل ۱۹۸۰ – ) بازیگر اهل ژاپن بود.